# 张博文
张博文（1996年4月28日—），山东滨州人，中国国家射击队成员。

## 战绩
就读于山东理工大学。2019年7月5日，第30届世界大学生夏季运动会男子10米气手枪项目比赛在意大利那不勒斯举行，张博文以238.5环获得银牌。2021年，入选2020年夏季奥林匹克运动会中国代表团，参加东京奥运会10米气枪比赛。7月24日，预赛第二名，进入决赛。但决赛表现不佳，获得第六名。